# Nikola Jurišić

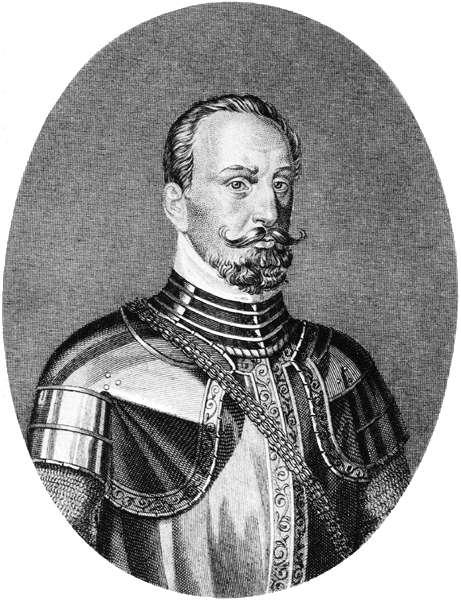
Nikola Jurišić.

Nikola Jurišić, född 1490 i Senj, död 1545 i Kőszeg, var en kroatisk adelsman, diplomat och militär. 
Jurišić deltog 1530 i en kejserlig beskickning till Konstantinopel och är mest känd för sitt långa och hjältemodiga försvar (1532) mot turkarna av det svagt befästa Kőszeg. Som belöning för detta utnämndes han av Ferdinand I till friherre av Kőszeg.